# Stefan Czmaiduch
Stefan Czmaiduch (* 1. Juli 1962) ist ein ehemaliger deutscher Eishockeyspieler.

## Karriere
Der Verteidiger spielte in der Saison 1983/84 für den SC Reichersbeuern in der viertklassigen Regionalliga Süd. In der folgenden Saison 1984/85 lief Czmaiduch für den VfL Waldkraiburg in der drittklassigen Oberliga Süd auf, mit dem er am Saisonende in die 2. Bundesliga Süd aufstieg. Am Saisonende wechselte er jedoch zum Zweitligisten EC Bad Tölz, mit dem er in der Saison 1985/86 Vizemeister der 2. Bundesliga Süd wurde, den Aufstieg in die Bundesliga jedoch verpasste. Daraufhin wechselte Czmaiduch zur Herforder EG in die Regionalliga West. Mit den Ostwestfalen stieg er in die Oberliga Nord auf und verließ den Verein am Saisonende mit unbekanntem Ziel.

## Erfolge und Auszeichnungen
- 1985 Aufstieg in die 2. Bundesliga Süd mit dem VfL Waldkraiburg
- 1987 Meister der Regionalliga West und Aufstieg in die Oberliga Nord mit der Herforder EG